# Palisadia subulata
Palisadia subulata is een slakkensoort uit de familie van de Eulimidae. De wetenschappelijke naam van de soort werd voor het eerst geldig gepubliceerd in 1956 door Laseron.